# Gudrun (Johannes V. Jensen)
Gudrun er en roman fra 1936 af Johannes V. Jensen.
Titel- og hovedpersonen er den unge kvinde Gudrun Christensen der arbejder som kontorist.
Hun bliver efterstræbt af flere mænd.
Den ene er barndomsvennen Manne, den anden hendes gifte chef L. Holland og den tredje den rige, ældre amerikanske bilfabrikant Roscoe.

## Baggrund
I et interview med Otto Gelsted udtalte Johannes V. Jensen om baggrunden for hans værk:
At han havde villet "skrive en bog om gode sæder. Et begreb, som efterhånden er fuldstændig glemt i den elendige jagt efter film og sensation".
Han ville skildre
| „ | befolkningslag i København og allevegne, hvor gode sæder i sig selv er et civiliseret instinkt. — Det er nemlig det selve Udviklingen har bragt det til med den menneskelige type, uafhængig af kristendom og moral — selve Udviklingen har gjort mennesket til et sædeligt væsen. | “ |

Romanen var skrevet færdig medio juni 1936 og blev udgivet 26. september samme år.

## Analyse

### Steder
Hovedparten af handlingen udspiller sig i og omkring København:
Christianshavn, Holbergsgade, Sydhavnen og kolonihaverne ved Kløvermarken.
Dele af handlingen er dog også henlagt andetsteds: en flyvetur fra Kastrup til Croydon, i London med Hotel Ritz, Tower, Wimbledon og Brooklandsbanen, en hjemtur i bil fra London til København via Paris og Lüneburger Heide, samt bilture i Nordsjælland og til Helsingborg. København beskrives overvejende positiv, "ren københavneridyl" med Lars Handestens ord, hvor
| „ | Byen omtales som et hjem, og københavnerne som en hel familie af gæve, arbejdsomme og fremadrettede mennesker, der lever et jævnt og muntert liv på jord. De er af sund bondsk afstamning, men byen har forædlet dem og udstyret dem med ny og dannet "natur" | “ |

### Teknikentusiasme
Der er længere beskrivelser af transportmidler: De københavnske cykler og cyklister, flyet og en dramatiske flyvetur fra Kastrup til Croydon samt "Roscoe" bilerne og bilværkstedet. Over syv sider beskriver Johannes V. Jensen detaljeret flyvemaskinen med dens koblingsstænger og højdemåler, — et vidne om forfatterens fascination af moderne teknologi.
Forfatteren vendte senere tilbage til beskrivelse af flyvning med digtet Flyveren fra august 1938.
Johannes V. Jensens beskrivelser af den københavnske cyklisme er blevet fremdraget af Mikael Colville-Andersen.

### Digte
Romanen indeholder et par digte: "Alt hvad der fødes forgaar" på en enkelt strofe og den 6-strofede bryllupssang som afslutter romanen "I Skoven gik en Mand alene".
Disse to digte blev i 1937 del af digtsamlingen Paaskebadet.
"Alt hvad der fødes forgaar" var 2. strofe af digtet Raadhusklokkerne der allerede var udkommet i 1935 som en del af en artikel i Politiken.

### Personer
Hans Hvass havde spurgt Johannes V. Jensen om Jensens søn Villum Jensens kone var model til titelfiguren Gudrun.
Johannes V. Jensen havde afvist og sagde at sønnen Jens Jensen delvist havde været model til Manne.
Stig Rolvsen mente at Johannes V. Jensen var inspireret til Gudrun af den senere højesteretsdommer Helga Pedersen som han kom sammen med fra 1934 til 1937.

## Modtagelse
Romanen var en stor salgsucces.
Den udkom i 6 oplag.
Anmeldere og litteraturkritikere har dog ikke været så begejstret for romanen.
Lars Handesten mente, at fortællingen var "uendelig tynd og svarer til en ugebladsnovelle".
Aage Jørgensen skrev, at romanen var "en trivialroman eller en sofistikeret leg med trivialromanens genre".
Leif Nedergaard fandt at den "betegnedes med rette af kritikken som banal", men fortsatte også "Hertil er der dog at sige at det måske netop var formålet at bogen skulle være banal".
I et radiointerview den 19. november 1936 forklarede Johannes V. Jensen selv om romanen:
| „ | Jeg har villet stille et sundt Menneske paa Benene, et Spejl af Tiden, vel at mærke den Part af Befolkningen der ikke lader sig smitte af Opløsningen, som kommer ovenfra, og nedenfra, dem i Midten, der har bevaret ganske almindelige, ordentlige Instinkter, Middelstanden om De vil, kun at jeg ikke netop tænker paa Klasse, men paa Race. De Folk der er saadan placeret at de ikke har faaet Arven i sig ødelagt, Folk med Slægt i sig, det er dem jeg mener. Der ligger en Bjælke i dem, en sund Sans, som fører dem uskadte af den ene Generation over i den anden. | “ |

Samme år havde Per Hallström udarbejdet en vurdering af Johannes V. Jensens forfatterskab i forbindelse med de efterhånden mange nomineringerne der havde været af forfatteren til Nobels Litteraturpris.
Mens andre af Jensens værker blev fremdraget, så blev Gudrun affærdiget med at den ikke lagde nyt til.
Den finlandssvenske arkitekt og kunstskribent Sigurd Frosterus kommenterede på romanen i 1946 i bogen Nordiskt i dur och moll og så Gudrun "som uttryck för den fredliga evolutionen; ett sorglöst välstånd ett stycke ovan svältgränsen".
Sigurd Hoel skrev til Johannes V. Jensen den 7. juni 1948:
| „ | For mig står det slik, at enkelte kapitler i den boken, for eksempel kapitlet om søndagen i kolonihaven, er så nytt at det kunne danne gunnlaget for en ny poetikk — en lære om poesien i jevne mennekers liv. | “ |

## Udgaver og afledte værker
I sin roman Familien Kammer fra 2013 lader forfatteren Hanne Richardt Beck den litteraturhistorie-studerende figur Mari være påvirket af Johannes V. Jensens roman.
I en kort passage hedder det blandt andet: "Mari følte, hun forstod Gudrun, denne struttende københavnerpige, der bovsede ud i tøjet, ligegyldigt hvor meget hun kæmpede med brystbånd og korset."
Bogen udkom i 1936 på Gyldendals forlag og blev forfatterens sidste roman.
Året før var romanen Dr. Renaults Fristelser udkommet.
En udgave af Gudrun kom i 1961 i bogserien Fremads folkebibliotek,
og Gyldendal udgav en e-bogsudgave i 2016.
I 1937 blev den udgivet på tysk,
i 1946 på italiensk som Una ragazza danese oversat af Ervino Pocar og i 1977 kom en oversættelse på esperanto fra Dansk Esperanto-Forlag.
En digital udgave er tilgængelig fra Johannes V. Jensen Forums hjemmeside.

### Spillefilm
Romanen blev senere filmatiseret under samme titel og spillefilmen havde præmiere den 20. november 1963.
Allerede sidst i november 1944 havde forfatteren Leck Fischer skrevet en drejebog for Nordisk Film, men dette filmprojekt blev ikke realiseret.
1963-filmen havde manuskript og instruktion af Anker Sørensen med dialog af Mette Budtz-Jørgensen.
Titelfiguren blev spillet af en debuterende Laila Andersson, Manne af Jørgen Buckhøj, L. Holland af Poul Reichhardt, Roscoe af Niels Asther og Gudruns værtinde af Birgitte Federspiel.
I en birolle som Gudruns kollega på kontoret sås Yvonne Ingdal.
Laila Andersson modtog en Bodil for bedste kvindelige hovedrolle, og Yvonne Ingdal blev positivt bemærket, men i eftertiden har filmen fået en lukken anmeldelse med Gyldendals filmguide der gav den en halv stjerne og skudsmålet: "Dialogen er svag, og flere scener plumper ned i det ufrivilligt komiske".

### Yderligere litteratur
- Frank Egholm Andersen (2008), "Gudrun og Johannes. Om nogle konsekvenser i Johannes V. Jensens forfatterskab", Bogens Verden (4): 34+, Wikidata  Q97362105